# Sabrina Karnbaum
Sabrina Karnbaum (* 17. November 1990, heute Sabrina Gigl) ist eine deutsche Volleyball- und Beachvolleyballspielerin.

## Karriere Halle
Sabrina Karnbaum war Spielerin der zweiten Volleyball-Frauenmannschaft des SV Lohhof, die in der Saison 2008/09 als Regionalligameister in die 2. Bundesliga aufstieg. Ihren ersten Einsatz in der 2. Bundesliga hatte die Tochter des ehemaligen Erstbundesligaspielers Michael Karnbaum schon im ersten Punktspiel der Saison 2009/10 bei der 1:3-Niederlage beim VV Grimma. In den folgenden Spielen wechselte sich "Sabse" bis zu ihrem Bänderriss Ende Januar 2010 mit ihrer Mannschaftskollegin Yanina Weiland regelmäßig auf der Diagonalposition ab, seitdem konnte Karnbaum nur sporadisch als Aufschlagspielerin eingewechselt werden. 2015 wechselte sie zum Zweitliga-Aufsteiger DJK Sportbund München-Ost und 2016 zum Ligakonkurrenten AllgäuStrom Volleys Sonthofen.

## Karriere Beach

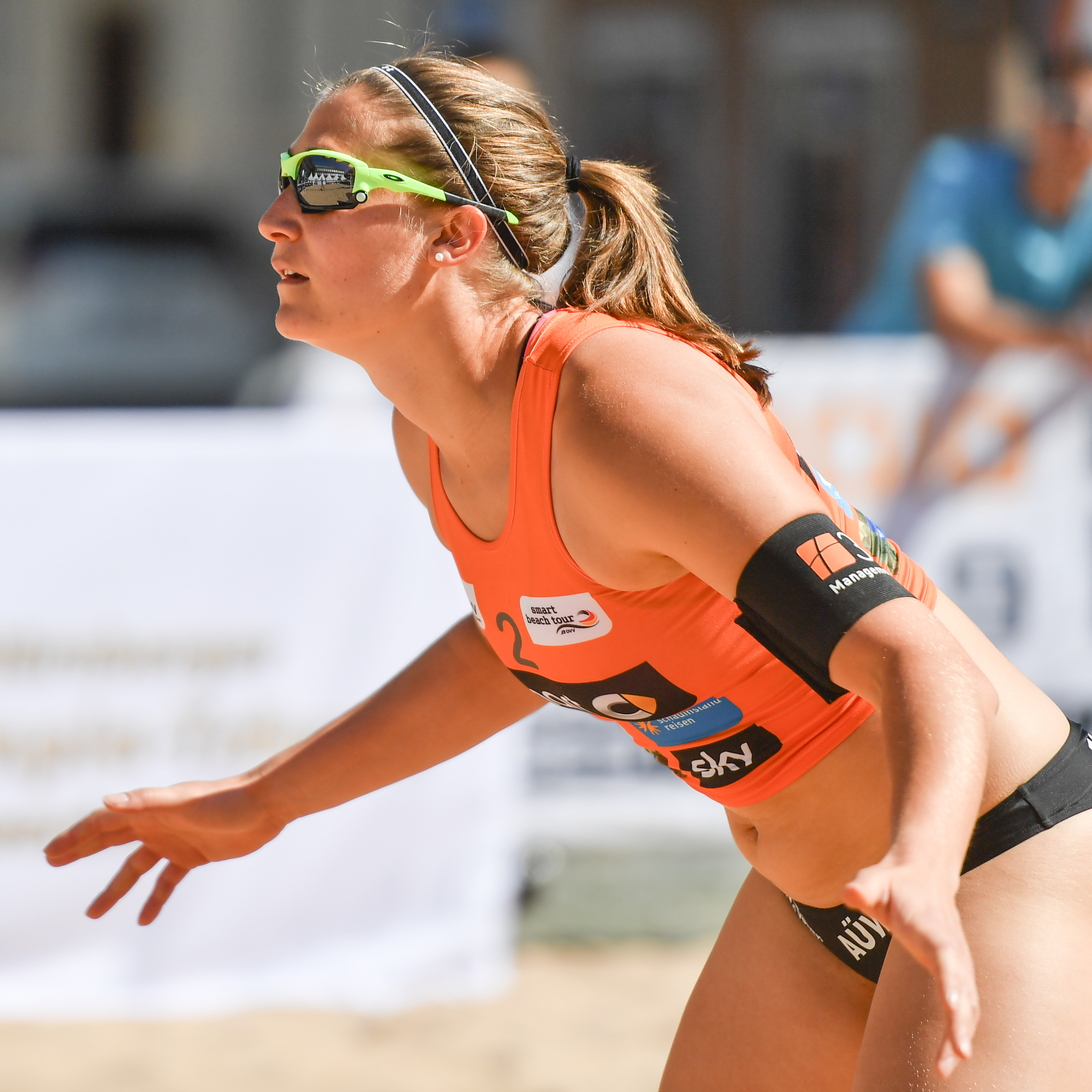
Im Spiel auf der Smart Beach Tour in Nürnberg 2017.

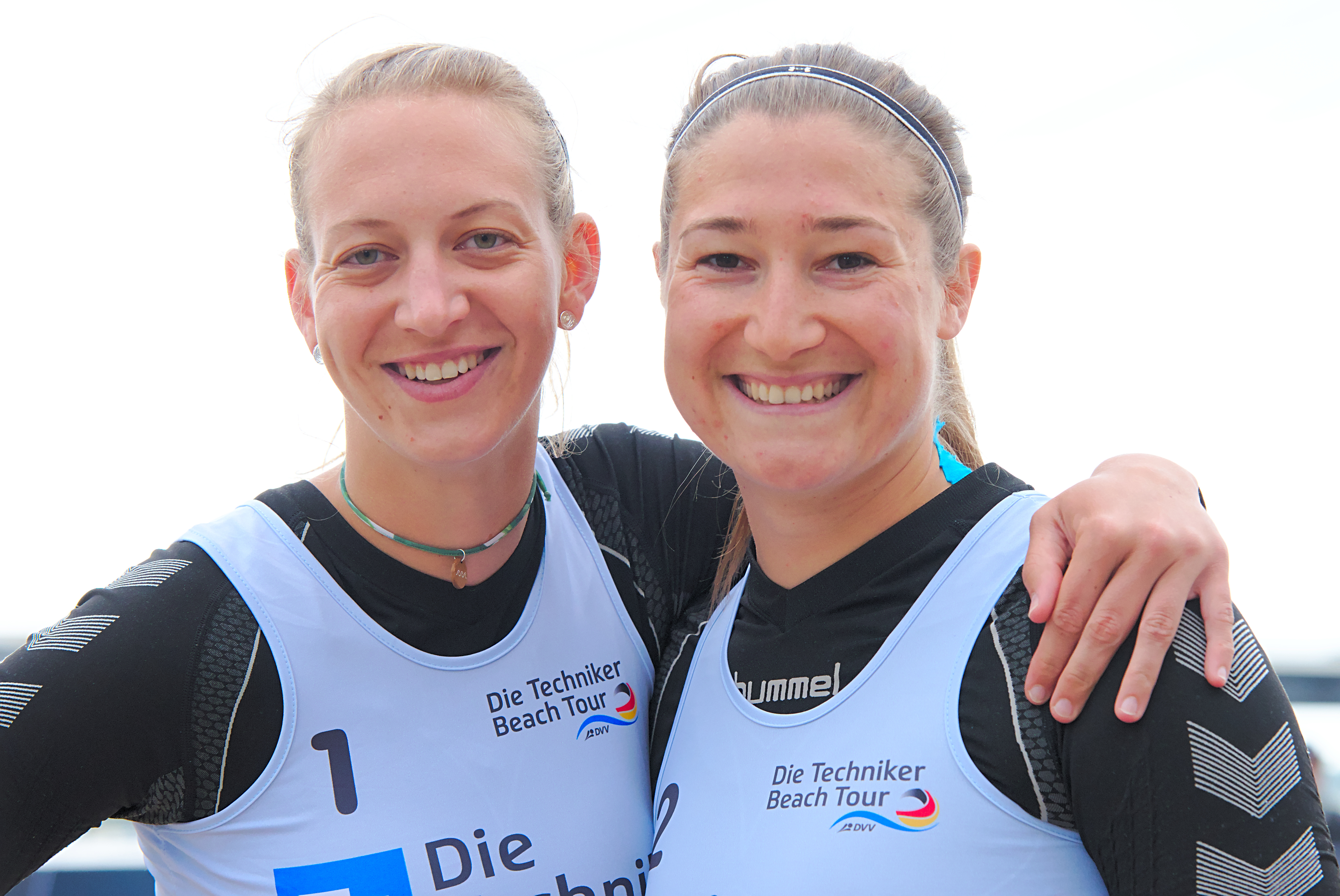
Mit Partnerin Natascha Niemczyk (links) auf der Techniker Beach Tour Düsseldorf 2018.

Karnbaum spielt seit 2006 auch Beachvolleyball. In ihrer Jugend war Stefanie Ebner ihre Partnerin. 2010 spielte sie auch mit Valeria Fedosova. Mit Richarda Zorn startete Karnbaum sporadisch auch auf der Smart Beach Tour. Von 2015 bis 2019 spielte sie zusammen mit Natascha Niemczyk, mit der sie deutlich erfolgreicher war. 2016 gewannen Niemczyk/Karnbaum die Goldmedaille beim Smart Super Cup in Binz. In den darauffolgenden Jahren folgten weitere Top-Platzierungen und Medaillen auf der Smart Beach Tour und der Techniker Beach Tour. 2017 holten sie sich zudem den Titel „Deutsche Hochschulmeisterinnen“ und erreichten international beim CEV Satellite in Vilnius den vierten Platz. Außerdem nahmen sie zusammen viermal in Folge an der deutschen Meisterschaft in Timmendorfer Strand teil. 2019 siegten sie auf der Techniker Beach Tour beim Turnier in Dresden. Nach einem fünften Platz bei der deutschen Meisterschaft beendete Karnbaum ihre Karriere. 2021 gab Karnbaum, mittlerweile unter ihrem Ehenamen Gigl startend, ihr Comeback auf dem nationalen King of the Court Event in Hamburg, wieder an der Seite von Niemczyk, die ansonsten fest mit Melanie Gernert zusammen spielt, welche am Turnierwochenende verhindert war.